# LIVE 〜LEGEND I、D、Z APOCALYPSE〜
『LIVE 〜LEGEND I、D、Z APOCALYPSE〜』（ライブ 〜レジェンド・アイ、ディー、ゼット・アポカリプス〜）は、BABYMETALの1作目の映像作品。

## 概要
2012年から2013年にかけて開催されたワンマンライブシリーズ3公演の模様を収めており、2013年10月19日にDVD版、2013年11月20日にBlu-ray版が発売された。なお、DVD版は完全限定生産盤（1500セット）のみの3枚組DVD-BOX仕様となり、マントストールが付属しタワーレコード（以下タワレコ）店舗、タワレコオンライン、ビームスジャパンのみで限定販売されたほか、10月18日には赤坂BLITZで開催されたタワレコ新宿店の開店15周年記念イベント「15の夜。」に出演し、会場で先行販売が行われた。

## プロモーション
DVD版ではプロモーションが行われており、タワレコ新宿店のキャンペーン「タワーレコード新宿店15周年感謝祭『15祭。』」のメインキャラクターの一組として選ばれ、そのキャンペーンの第1弾として本作のDVD-BOXがリリースされたほか、第2弾としてアイドル企画「NO MUSIC, NO IDOL?」のVOL.44に起用された。

## チャート成績
オリコンチャートにて、Blu-ray版が2013年12月2日付の週間Blu-ray総合ランキングで初週4908枚を売り上げ、7位（音楽ランキングでは2位）にランクインした。

## 収録内容
- LEGEND“I” 2012/10/6 at Shibuya O-EAST （52分）
  1. BABYMETAL DEATH
  2. いいね!
  3. 君とアニメが見たい 〜Answer for Animation With You
  4. ウ・キ・ウ・キ★ミッドナイト
  5. おねだり大作戦
  6. 紅月-アカツキ-
  7. ド・キ・ド・キ☆モーニング
-ENCORE-
  8. ヘドバンギャー!!
  9. イジメ、ダメ、ゼッタイ

- LEGEND“D” SU-METAL聖誕祭 2012/12/20 at Akasaka BLITZ （61分）
  1. BABYMETAL DEATH
  2. 君とアニメが見たい 〜Answer for Animation With You
  3. ウ・キ・ウ・キ★ミッドナイト
  4. White Love -Angel Of Death ver.-
  5. Over The Future -Rising Force ver.-
  6. ヘドバンギャー!! -Night of 15 mix-
  7. おねだり大作戦
  8. ド・キ・ド・キ☆モーニング
  9. いいね!
  10. イジメ、ダメ、ゼッタイ
-ENCORE-
  11. ヘドバンギャー!!
  12. 翼をください -炎 ver.-

- LEGEND“Z” 2013/2/1 at Zepp Tokyo （66分）
  1. イジメ、ダメ、ゼッタイ
  2. いいね!
  3. 君とアニメが見たい 〜Answer for Animation With You
  4. おねだり大作戦
  5. 紅月-アカツキ-
  6. ウ・キ・ウ・キ★ミッドナイト
  7. Catch me if you can
  8. ド・キ・ド・キ☆モーニング
-ENCORE-
  9. ヘドバンギャー!!
  10. BABYMETAL DEATH
  11. イジメ、ダメ、ゼッタイ

## 参加ミュージシャン
神バンド（バックバンド）
LEGEND“I”
※8、9曲目のみ
- メンバー
  - 紫煉 - ギター
  - 新井弘毅 - ギター
  - RYO - ベース
  - SHIN - ドラムス

LEGEND“Z”
※9〜11曲目のみ
- メンバー
  - 大村孝佳 - ギター
  - Leda - ギター
  - IKUO - ベース
  - 青山英樹 - ドラムス